# Станко Враз
Станко Враз (на хърватски: Stanko Vraz; на словенски: Stanco Vraz; истинско име Якоб Фрас) е хърватски и словенски поет романтик, просветител и обществен деятел. Един от дейците на словенското и хърватското национално Възраждане, автор на проекти за общославянска граматика. Пише на словенски и хърватски език.

## Биография
Роден е в село Церовец в Долна Щирия (Австрийска империя), днес в Словения. Враз е една от най-важните фигури на Илирийското движение в Кралство Хърватия и Славония.  Завършва основно училище в Лютомер и гимназия в Марибор, след което учи философия в Грац. По време на обучението си и кариерата научава и владее свободно немски, френски, испански и множество славянски езици. Той е първият хърватин, изкарвал прехраната си като професионален писател. Пише стихове и пътеписи и събира народни стихотворения. Превежда и чужда литература на хърватски.
Докато е в Самобор, той става силен защитник на илирийското движение. След като се премества в Загреб, Враз работи като секретар на литературно-научното и просветителско общество Матица хърватска, създадено в 1842 году в периода на Хърватското възраждане. Той и двама други негови сътрудници основават „Коло“, едно от първите литературни списания в Хърватия.
По отношение на словенския език най-забележителната творба на Враз е произведението Narodne pesmi ilirske, koje se pevaju po Štajerskoj, Kranjskoj, Koruškoj i zapadnoj strani Ugarske (Илирийски народни песни, изпяти в Щирия, Карниола, Каринтия и западната част на Унгария ). Съдържа народни песни и художествени песни на словенски, придружени с коментари на хърватски. Тези песни са първите словенски текстове на гаица. Този правопис вече е използван по това време от хърватите и се разпространява сред словенците няколко години по-късно. Враз създава множество стихотворения на словенски, но в по-голямата си част те никога не са публикувани.

## Станко Враз за българския език и народни песни
Враз обръща специално внимание на българите, за които пише:
| „ | Има на изток едно племе от нашето коляно, един народ, разпръснат по полята и планините на Стара Мизия, Тракия, Македония и Епир, за което ние тук, на Запад, не знаем почти нищо. | “ |

Станко Враз прави преглед на източниците по въпроса, прави изложение на „главните особености на духа и граматиката на днешния български език“, показва историческото му развитие, анализира и български народни песни.
Споделя мнението на утвърдените учени слависти:
| „ | Учените съдници на славянския език вече са разпоредили и отсъдили, че първите двама апостоли на славянско-християнската черква са написали своите свещени книги на българска реч, наричана още тогава с пра-старото име славянска и (по всяка вероятност) на македонско наречие. | “ |

## Избрана библиография
Сборници:
- „Джулабии“ (1840)
- „Гласове от Жеравинските дъбрави“ (1841)
- „Гусли и тамбура“ (1845)

Съставя сборника „Илирийски народни песни“ (1839).
Narodna pjesna bugarska – In: Kolo, 1847, No 4 – 5
Станко Враз превежда на хърватски език западноевропейски и славянски поети, в това число произведения на Байрон и Адам Мицкевич.